# Slå først Frede!
Pour plus de détails, voir Fiche technique et Distribution.
Slå først Frede! (littéralement « attaque le premier, Frede ! ») est un film danois réalisé par Erik Balling, sorti en 1965.

## Synopsis
Un vendeur de farces et attrapes se retrouve en possession de la valise d'un agent secret après un échange sur un ferry.

## Fiche technique
- Titre : Slå først Frede!
- Réalisation : Erik Balling
- Scénario : Jens K. Holm, Henning Bahs et Erik Balling
- Musique : Bent Fabricius-Bjerre
- Photographie : Jørgen Skov et Arne Abrahamsen
- Production : Bo Christensen
- Société de production : Nordisk Film
- Pays de production :  Danemark
- Genre : Comédie et espionnage
- Durée : 100 minutes
- Date de sortie : 
  - Danemark : 21 décembre 1965

## Distribution
- Morten Grunwald : Frede Hansen
- Ove Sprogøe : David Smith
- Poul Bundgaard : Kolick
- Essy Persson : Sonja
- Martin Hansen : Dr. Pax

## Distinctions
Le film a reçu 2 Bodils, celui du meilleur film et du meilleur second rôle masculin pour Poul Bundgaard.